# 암 비율에 따른 나라 목록
아래는 암 비율에 따른 나라 목록이다. 나라(및 속령)에 따라 100,000명 당 신규 발암(주기), 사망률로 측정된다.

## 암 주기
아래는 국가 간 100,000명 당 신규 발암 수로 측정된 암 주기에 따른 나라 목록이며 2012년, 2014년 GLOBOCAN 통계에 기반을 둔다. 흑색종이 아닌 피부암을 제외된다.
| 순위 | 국가                | 발암률 |
| ---- | ------------------- | ------ |
| 1    | 덴마크              | 338.1  |
| 2    | 프랑스              | 324.6  |
| 3    | 오스트레일리아      | 323.0  |
| 4    | 벨기에              | 321.1  |
| 5    | 노르웨이            | 318.3  |
| 6    | 미국                | 318.0  |
| 7    | 아일랜드            | 307.9  |
| 8    | 대한민국            | 307.8  |
| 9    | 네덜란드            | 304.8  |
| 10   | 누벨칼레도니        | 297.9  |
| 11   | 슬로베니아          | 296.3  |
| 12   | 캐나다              | 295.7  |
| 13   | 뉴질랜드            | 295.0  |
| 14   | 체코                | 293.8  |
| 15   | 스위스              | 287.0  |
| 16   | 헝가리              | 285.4  |
| 17   | 아이슬란드          | 284.3  |
| 18   | 독일                | 283.8  |
| 19   | 이스라엘            | 283.2  |
| 20   | 룩셈부르크          | 280.3  |
| 21   | 이탈리아            | 278.6  |
| 22   | 슬로바키아          | 276.9  |
| 23   | 영국                | 272.9  |
| 24   | 스웨덴              | 270.0  |
| 25   | 세르비아            | 269.7  |
| 26   | 크로아티아          | 266.9  |
| 27   | 바베이도스          | 263.1  |
| 28   | 아르메니아          | 257.0  |
| 29   | 핀란드              | 256.8  |
| 30   | 프랑스령 폴리네시아 | 255.0  |
| 31   | 오스트리아          | 254.1  |
| 32   | 리투아니아          | 251.9  |
| 33   | 우루과이            | 251.0  |
| 34   | 스페인              | 249.0  |
| 35   | 라트비아            | 246.8  |
| 36   | 포르투갈            | 246.2  |
| 37   | 마르티니크          | 245.0  |
| 38   | 몰타                | 242.9  |
| 39   | 에스토니아          | 242.8  |
| 40   | 마케도니아          | 239.3  |
| 41   | 몬테네그로          | 238.3  |
| 42   | 카자흐스탄          | 236.5  |
| 43   | 불가리아            | 234.8  |
| 44   | 폴란드              | 229.6  |
| 45   | 루마니아            | 224.2  |
| 46   | 벨라루스            | 218.7  |
| 47   | 쿠바                | 218.0  |
| 48   | 일본                | 217.1  |
| 49   | 아르헨티나          | 216.7  |
| 50   | 푸에르토리코        | 211.1  |
| 51   | 튀르키예            | 205.1  |
| 52   | 칠레                | 175.7  |
| 53   | 그리스              | 163.0  |
| 54   | 멕시코              | 131.5  |

## 암 사망률
WHO의 국제 암 연구 기관을 포함하여 "암 사망률"에 대한 데이터베이스가 있다. 2014 IARC 통계에는 172개국이 포함되어 있다.
| 순위 | 국가       | 발암률 |
| ---- | ---------- | ------ |
| 1    | 아르메니아 | 229.84 |
| 2    | 짐바브웨   | 209.92 |
| 3    | 헝가리     | 194.50 |
| 4    | 몽골       | 181.43 |
| 5    | 세르비아   | 180.02 |
| 6    | X          | 0.00   |

## 같이 보기
- 암
- 평균 수명순 나라 목록